# Cruzeiro (kommun)
Cruzeiro är en kommun i Brasilien.   Den ligger i delstaten São Paulo, i den sydöstra delen av landet, 800 km söder om huvudstaden Brasília. Antalet invånare är 77 070.
Följande samhällen finns i Cruzeiro:
- Cruzeiro

Omgivningarna runt Cruzeiro är huvudsakligen savann. Runt Cruzeiro är det ganska tätbefolkat, med 199 invånare per kvadratkilometer.